# Jean-Marc Bot
Pour les articles homonymes, voir Bot.
Jean-Marc Bot est un prêtre français du diocèse de Versailles, né en 1944 et ordonné en 1972, connu pour les divers ouvrages qu'il a écrits sur les fins dernières et son intérêt pour le renouveau charismatique depuis les années 1970.